# Maho Hanaoka
Maho Hanaoka (japanisch 花岡 麻帆 Hanaoka Maho; * 3. August 1976 in Funabashi) ist eine ehemalige japanische Leichtathletin, die im Weit- und Dreisprung an den Start ging. Sie war zeitweise Inhaberin der Landesrekorde in beiden Disziplinen und gewann mehrere Medaillen bei kontinentalen Meisterschaften, darunter die Goldmedaille bei den Hallenasienmeisterschaften 2006 in Pattaya.

## Sportliche Laufbahn
Erste internationale Erfahrungen sammelte Maho Hanaoka vermutlich im Jahr 1994, als sie bei den Asienspielen in Hiroshima mit 6,01 m den achten Platz im Weitsprung belegte. Im Jahr darauf schied sie bei der Sommer-Universiade in Fukuoka mit 5,77 m in der Qualifikationsrunde aus. 1998 gelangte sie bei den Asienmeisterschaften ebendort mit 6,09 m auf den elften Platz im Weitsprung und gewann im Dreisprung mit 13,24 m die Bronzemedaille hinter der Chinesin Ren Ruiping und Wang Kuo-huei aus Taiwan. Anschließend belegte sie bei den Asienspielen in Bangkok mit 13,23 m den siebten Platz im Dreisprung. Im Jahr darauf wurde sie bei den Hallenweltmeisterschaften in Maebashi mit 12,93 m 13. im Dreisprung und im Juli verpasste sie bei den Sommer-Universiade in Palma mit 13,28 m den Finaleinzug im Dreisprung und belegte mit 6,33 m den neunten Platz im Weitsprung. Zudem stellte sie im Oktober mit 14,04 m einen neuen Landesrekord im Dreisprung auf. 2000 gewann sie bei den Asienmeisterschaften in Jakarta mit 13,67 m die Bronzemedaille im Dreisprung hinter der Kasachin Jelena Parfjonowa und Miao Chunqing aus der Volksrepublik China und sicherte sich auch im Weitsprung mit 6,61 m die Bronzemedaille hinter der Kirgisin Jelena Bobrowskaja und Liang Shuyan aus China. Im Jahr darauf gewann sie bei den Ostasienspielen in Osaka mit 6,38 m die Bronzemedaille im Weitsprung hinter der Chinesin Guan Yingnan und ihrer Landsfrau Kumiko Imura und im Dreisprung sicherte sie sich mit 13,51 m die Silbermedaille hinter der Chinesin Ren Ruiping. Anschließend schied sie bei den Weltmeisterschaften im kanadischen Edmonton mit 6,43 m in der Qualifikationsrunde im Weitsprung aus. 2002 gewann sie bei den Asienspielen in Busan mit 6,47 m die Silbermedaille im Weitsprung hinter der Inderin Anju Bobby George und belegte im Dreisprung mit 13,21 m den fünften Platz. 
2004 nahm sie an den Olympischen Sommerspielen in Athen teil und schied dort mit 6,31 m in der Qualifikationsrunde im Weitsprung aus. Im Jahr darauf belegte sie bei den Asienmeisterschaften in Incheon mit 6,35 m den achten Platz und 2006 siegte sie mit 6,40 m bei den Hallenasienmeisterschaften in Pattaya. Anschließend schied sie bei den Hallenweltmeisterschaften in Moskau mit 6,29 m in der Vorrunde aus und im Dezember wurde sie bei den Asienspielen in Doha mit 6,24 m Siebte. 2010 beendete sie dann ihre aktive sportliche Karriere im Alter von 34 Jahren.
In den Jahren 1994, von 2000 bis 2002 sowie 2004 wurde Hanaoka japanische Meisterin im Weitsprung sowie von 1999 bis 2002 und 2004 auch im Dreisprung.

## Persönliche Bestleistungen
- Weitsprung: 6,82 m (+1,6 m/s), 10. Juni 2001 in Tokio
- Dreisprung: 14,04 m (+1,1 m/s), 1. Oktober 1999 in Shizuoka